# 阿尔巴特-波克罗夫卡线
阿尔巴特-波克罗夫卡线（3号线，羅馬化：Arbatsko-Pokrovskaya liniya）为俄羅斯莫斯科地铁中的路线，地图中以蓝线为标识，因为中期定线为阿尔巴特区到波克罗夫卡街而命名。阿爾巴特－波克罗夫卡線于1938年投入营运，按實際時序來排列這是地鐵系統中第2條通車的路線，全长44.3公里，全线一共有22车站。

## 历史及路線特色
比較其他莫斯科地鐵路線，3號線的發展歷史相對複雜。1935年1號線通車時建有一條由獵人商行站向西連接到斯摩棱斯克站的支線，1937年再伸延到基輔列車站。於1938年3月這條線被分拆出來，在獵人商行站至斯摩棱斯克站中間增建共产国际站（後改名為亞歷山大公園站）向東經革命廣場站（1938年9月需繞過2號線的劇院站月台才能到1號線的獵人商行站轉線）連接到庫爾斯克列車站，成為正式的阿尔巴特－波克罗夫卡线。1944年至1963年東段繼續有擴展工程伸延到晓尔科沃站。
3號線的西端雖然原本是計劃伸延至菲利區，但當時的苏联部长会议主席尼基塔·赫魯曉夫在參觀過美國建在地上的捷運站後決定仿效其做法，為節省建築開支而另建以地面段為主的4號線，這條線於1958年開幕，在此之前1953年新建了阿爾巴特站、斯摩棱斯克站和基輔站供3號線從加里寧站（亞歷山大公園站當時的名稱）和另外3個同名站轉移過來，舊有的4個站就留給之後4號線接替。3號線西端這個狀態在4號線通車後維持了差不多40年終於出現了轉機，受困於財政緊縮花了15年時間，於2003年莫斯科地鐵最深的車站勝利公園（73.6米深）落成作為3號線基輔站以西的伸延。2008年再伸延到昆采沃站與4號線作跨月台轉車站，4號線的昆采沃站至克雷拉茨科耶站段連同同時落成的斯特羅金諾站伸延亦一併移交給3號線營運。

## 站名沿革
| 現在名稱   | 舊名稱                              | 舊名年期  |
| ---------- | ----------------------------------- | --------- |
| 游擊隊     | 斯大林伊茲邁洛沃文化與休憩公園 （Измайловский парк культуры и отдыха им. Сталина） | 1944–1946 |
| 游擊隊     | 伊茲邁洛沃（Измайловская）                      | 1946–1962 |
| 游擊隊     | 伊茲邁洛沃公園（Измайловский парк）                  | 1962–2005 |
| 伊茲邁洛沃 | 伊茲邁洛沃公園                      | 1961–1962 |
| 謝苗諾夫   | 斯大林（Сталинская）                          | 1944–1961 |

## 車站列表
| 中文站名       | 俄文站名 | 英文站名 | 接續路線                                                                                  | 所在地   | 所在地     |
| -------------- | -------- | -------- | ----------------------------------------------------------------------------------------- | -------- | ---------- |
| 皮亞尼察公路   |          |          |                                                                                           | 莫斯科   | 西北行政區 |
| 米季諾         |          |          |                                                                                           | 莫斯科   | 西北行政區 |
| 沃洛科拉姆斯克 |          |          |                                                                                           | 莫斯科   | 西北行政區 |
| 米亞金寧諾     |          |          |                                                                                           | 莫斯科州 | 紅山       |
| 斯特羅金諾     |          |          |                                                                                           | 莫斯科   | 西北行政區 |
| 克雷拉茨       |          |          |                                                                                           | 莫斯科   | 西行政區   |
| 青年           |          |          |                                                                                           | 莫斯科   | 西行政區   |
| 昆采沃         |          |          | 菲利线（可以到對面月臺換乘）                                                              | 莫斯科   | 西行政區   |
| 斯拉夫林蔭路   |          |          |                                                                                           | 莫斯科   | 西行政區   |
| 勝利公園       |          |          | 松采沃线（可以到對面月臺換乘）                                                            | 莫斯科   | 西行政區   |
| 基輔           |          |          | 菲利线（基輔） 环状线（基輔） 基輔站                                                      | 莫斯科   | 西行政區   |
| 斯摩棱斯克     |          |          |                                                                                           | 莫斯科   | 中央行政區 |
| 阿爾巴特       |          |          | 索科利尼基线（列寧圖書館） 菲利线（亞歷山大公園） 谢尔普霍夫-季米里亚泽夫线（博羅維茨基） | 莫斯科   | 中央行政區 |
| 革命廣場       |          |          | 莫斯科河畔线（劇院） 索科利尼基线（獵人商行）                                             | 莫斯科   | 中央行政區 |
| 庫爾斯克       |          |          | 环状线（庫爾斯克） 柳布利诺-德米特罗夫线（契卡洛夫） 庫爾斯克站                           | 莫斯科   | 中央行政區 |
| 鮑曼           |          |          |                                                                                           | 莫斯科   | 中央行政區 |
| 發電廠         |          |          |                                                                                           | 莫斯科   | 東行政區   |
| 謝苗諾夫       |          |          |                                                                                           | 莫斯科   | 東行政區   |
| 游擊隊         |          |          |                                                                                           | 莫斯科   | 東行政區   |
| 伊茲邁諾沃     |          |          |                                                                                           | 莫斯科   | 東行政區   |
| 五一           |          |          |                                                                                           | 莫斯科   | 東行政區   |
| 曉爾科沃       |          |          |                                                                                           | 莫斯科   | 東行政區   |

## 外部連結
- （俄文）莫斯科地鐵官方網頁——阿尔巴特－波克罗夫卡线